# Arden Kommune
Arden Kommune var en kommune i Nordjyllands Amt, som blev dannet ved kommunalreformen i 1970. Ved strukturreformen i 2007 indgik kommunen i Mariagerfjord Kommune i Region Nordjylland sammen med Hadsund Kommune, Hobro Kommune og den vestlige del af Mariager Kommune.

## Tidligere kommuner
Arden Kommune blev dannet ved sammenlægning af følgende 4 sognekommuner:
| Kommune          | Folketal 1. januar 1970 | Byer                           |
| ---------------- | ----------------------- | ------------------------------ |
| Astrup-Storarden | 2.946                   | Astrup, Arden                  |
| Ove-Valsgård     | 1.776                   | Oue, Valsgård                  |
| Rold-Vebbestrup  | 1.988                   | Rold, Vebbestrup, Øster Doense |
| Rostrup          | 972                     | Rostrup                        |
| I alt            | 7.682                   |                                |

## Sogne
Følgende sogne indgik dermed i Arden Kommune, alle fra Hindsted Herred:
- Astrup Sogn
- Ove Sogn
- Rold Sogn
- Rostrup Sogn
- Store Arden Sogn
- Valsgaard Sogn
- Vebbestrup Sogn

## Borgmestre[2]
| Periode   | Navn                 | Parti             |
| --------- | -------------------- | ----------------- |
| 1970-1977 | Holger Larsen        | Lokalliste        |
| 1977-1978 | Holger Laier         | Socialdemokratiet |
| 1978-1986 | Arne Skalborg Hansen | Venstre           |
| 1986-2002 | Arne Toft            | Socialdemokratiet |
| 2002-2006 | H.C. Maarup          | Socialdemokratiet |

## Faciliteter
Kommunen havde i hver af de seks mest betydende byer en kommunal skole. Dog er skolen i Oue overgået til privatskolen Lille Virgil. I Vebbestrup er der tillige privatskolen Solhverv, som tidligere var en kostskole.
Rold Skov, navngivet efter byen Rold, er den mest kendte seværdighed i Arden kommune, idet kommunen dækker hele den sydlige del af skoven.